# Laura Smulders
Laura Smulders (* 9. Dezember 1993 in Nijmegen) ist eine niederländische Radrennfahrerin, die im BMX-Racing aktiv ist. 2018 war sie Weltmeisterin dieser Disziplin.

## Sportlicher Werdegang
Smulders ist eine der erfolgreichsten BMX-Fahrerinnen der 2010er Jahre. Von 2012 bis 2024 gewann sie in der Radklasse Standard (20 Zoll Radgröße) 5 Titel und insgesamt 10 Medaillen bei internationalen und 8 Titel bei nationalen Meisterschaften. Im UCI-BMX-World-Cup gewann sie bisher fünfmal die Gesamtwertung, im UEC-BMX-European-Cup dreimal. Mit 27 Einzelerfolgen ist sie derzeit (2024) die Fahrerin mit den meisten Einzelsiegen im UCI-BMX-World-Cup.
Smulders hat an den Olympischen Sommerspielen 2012 in London und 2016 in Rio de Janeiro im BMX teilgenommen, 2012 gewann sie die Bronzemedaille, 2016 wurde sie Siebte. Bei den Olympischen Sommerspielen 2020 in Tokio verletzte sie sich bei einem Sturz im Halbfinale und schied aus. Im olympischen BMX-Rennen 2024 wurde sie Vierte.

## Familie
Laura Smulders jüngere Schwester Merel Smulders ist ebenso BMX-Fahrerin und gewann bei den Olympischen Sommerspielen 2020 die Bronzemedaille.

## Erfolge
| 2012 - Olympische Spiele - ein Erfolg UCI-BMX-World-Cup 2013 - Niederländische Meisterin 2014 - Weltmeisterin (Zeitfahren) - Weltmeisterschaften (Race) - Europameisterin - ein Erfolg UCI-BMX-World-Cup 2015 - Europameisterschaften - Niederländische Meisterin 2016 - Weltmeisterschaften (Zeitfahren) - Niederländische Meisterin - drei Erfolge und Gesamtwertung UCI-BMX-World-Cup 2017 - Europameisterin - Niederländische Meisterin - drei Erfolge und Gesamtwertung UCI-BMX-World-Cup - sechs Erfolge und Gesamtwertung UEC-BMX-European-Cup 2018 - Weltmeisterin - Europameisterin - Niederländische Meisterin - fünf Erfolge und Gesamtwertung UCI-BMX-World-Cup - fünf Erfolge und Gesamtwertung UEC-BMX-European-Cup | 2019 - Weltmeisterschaften - Europameisterin - Niederländische Meisterin - sechs Erfolge und Gesamtwertung UCI-BMX-World-Cup - vier Erfolge UEC-BMX-European-Cup 2020 - Niederländische Meisterin - zwei Erfolge UEC BMX European Cup 2021 - Weltmeisterschaften - vier Erfolge UCI-BMX-World-Cup - drei Erfolge UEC-BMX-European-Cup 2022 - Niederländische Meisterin - vier Erfolge und Gesamtwertung UCI-BMX-World-Cup - drei Erfolge UEC-BMX-European-Cup 2023 - Weltmeisterschaften - ein Erfolg UEC-BMX-European-Cup 2024 - Europameisterschaften |